# モンフーモ
モンフーモ（イタリア語: Monfumo）は、イタリア共和国ヴェネト州トレヴィーゾ県にある、人口約1,300人の基礎自治体（コムーネ）。

## 地理

### 位置・広がり

#### 隣接コムーネ
隣接するコムーネは以下の通り。
- アーゾロ
- カステルクッコ
- カヴァーゾ・デル・トンバ
- コルヌーダ
- マゼール
- ペデロッバ

### 気候分類・地震分類
気候分類では、zona E, 2641 GGに分類される。
また、イタリアの地震リスク階級 (it) では、zona 2 (sismicità media) に分類される。